# Ilkka Herola
Ilkka Herola, né le 22 juin 1995 à Siilinjärvi, est un coureur finlandais du combiné nordique, licencié au Puijon Hiihtoseura. Il prend part à ses premiers Jeux olympiques à Sotchi en 2014.

## Biographie
Ilkka Herola fait ses débuts en coupe du monde lors de la saison 2011-2012 au cours de laquelle il ne dispute qu'une épreuve, à Lahti, où il prend la 47e place. Il participe également au Festival olympique de la jeunesse européenne d'hiver 2011, il prend la troisième place en combiné par équipes avec Jani Peltola. La saison suivante, il participe plus régulièrement aux épreuves de Coupe du monde. Il prend la 40e place du classement général avec 41 points, obtenant son meilleur résultat avec une 17e place à Oslo. Il finit second lors des Jeux olympiques de la jeunesse d'hiver de 2012 et lors des Championnats du monde junior de ski nordique (de). En 2013, il compte sa première sélection en championnat du monde à Val di Fiemme.
Lors de la saison 2013-2014, il participe aux Jeux de Sotchi, où il se classe 16e de l'épreuve sur petit tremplin et 14e sur grand tremplin. Le 8 mars 2014, il obtient son meilleur résultat de l'hiver en Coupe du monde avec une 4e place décrochée à Oslo. Il confirme son statut de meilleur finlandais en remportant son deuxième titre national consécutif en 2014.
Aux Championnats du monde 2015, à Falun, il prend la quatrième place sur le sprint par équipes, après une seizième en individuel.

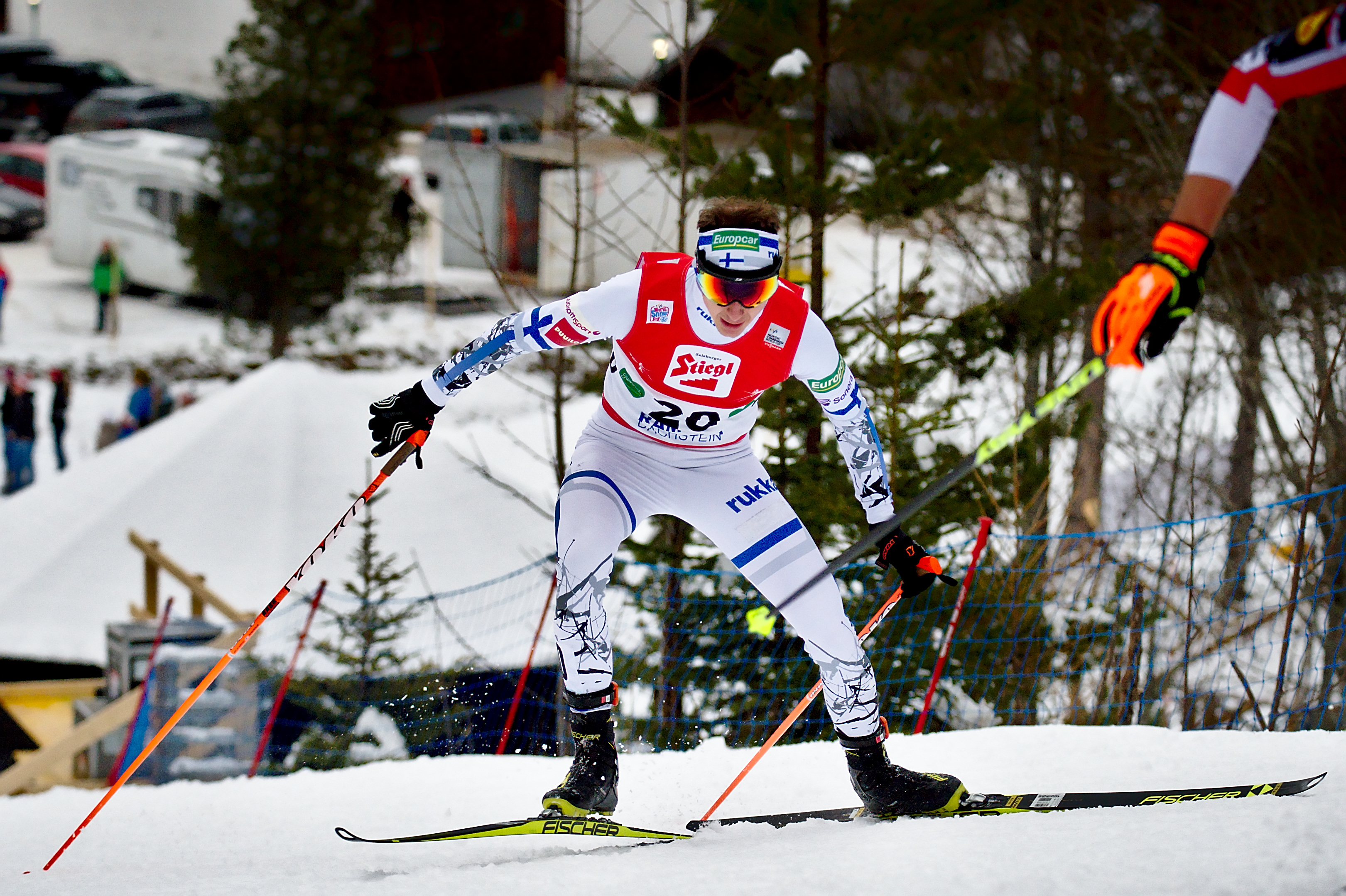
Ilkka Herola à Ramsau en 2016.

En décembre 2015, il se classe troisième de la manche de Coupe du monde disputée à Lillehammer, décrochant ainsi son premier podium. Il gagne ensuite deux courses à Ruka dans la Coupe continentale. En fin de saison, il occupe le dixième rang au classement général de la Coupe du monde.
Si en 2017, il améliore ce résultat avec une septième place, il ne monte sur aucun podium individuel. Il prend part aussi aux Championnats du monde qui ont lieu à Lahti, où son meilleur résultat individuel est douzième.

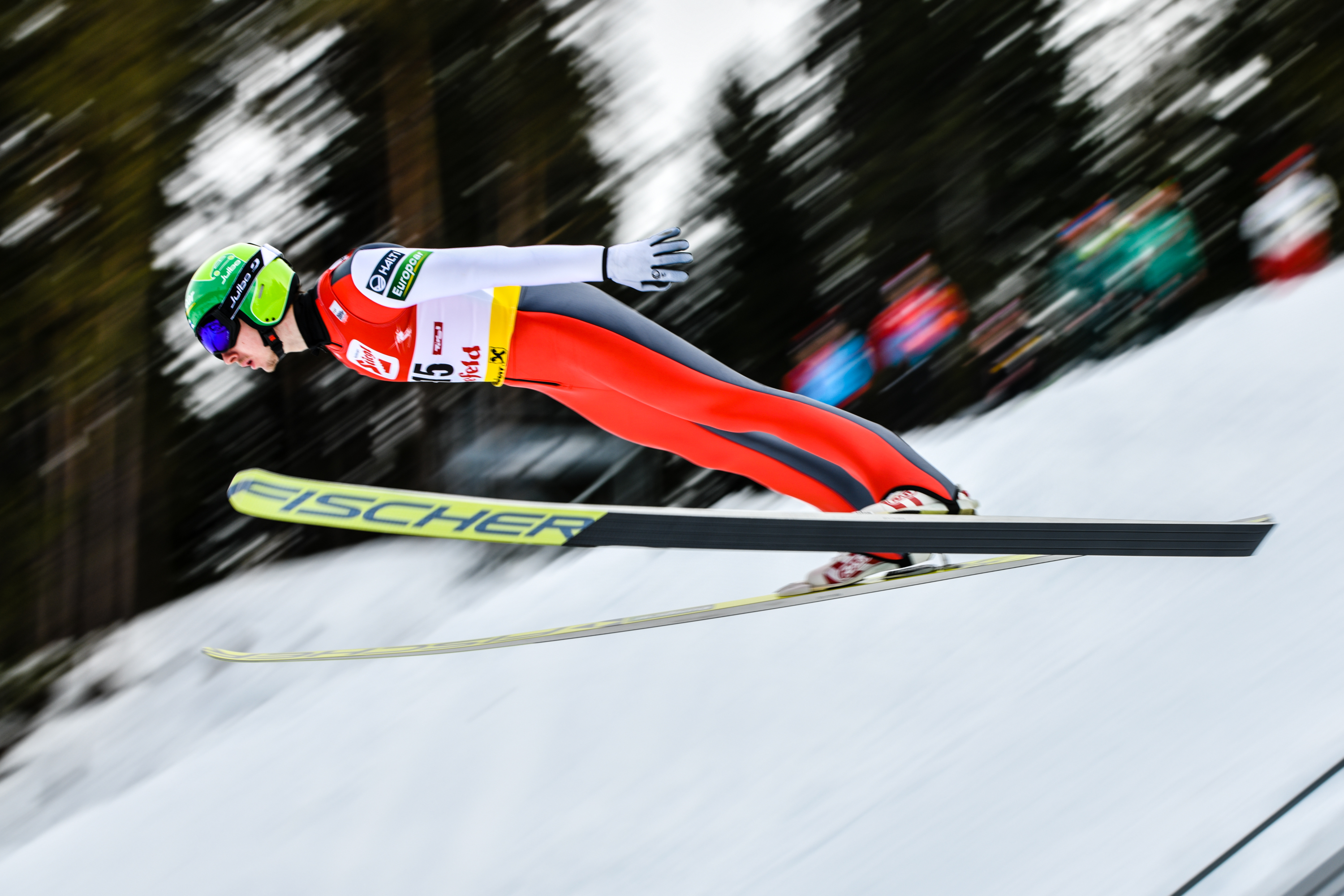
Ilkka Herola au Seefeld-Triple 2018.

Il revient sur le podium en individuel en janvier 2018 à Chaux-Neuve.
Aux Jeux olympiques d'hiver de 2018, il se place 8e et 18e en individuel et 6e par équipes.
Lors du Grand Prix d'été de combiné nordique 2018, il signe sa première victoire mondiale chez les seniors. Lors de l'hiver suivant, il connaît enfin le goût de la victoire en Coupe du monde en gagnant le sprint par équipes de Lahti avec Eero Hirvonen. Individuellement, il ajoute deux podiums à sa collection et se retrouve cinquième sur la compétition en petit tremplin des Championnats du monde à Seefeld.

### Vie personnelle
Son frère, Matti, a également fait du combiné nordique au niveau international. Il a commencé à skier dès son plus jeune âge et il a commencé le saut à ski à 7 ans. Il est membre d'un groupe de musique avec ses coaches Antti Kuisma, Jarkko Saapunki (de) ainsi que Tuomas Mäkinen et Matti Iso-Mustajärvi.

## Palmarès

### Jeux olympiques d'hiver
| Épreuve / Édition   | Individuel     | Individuel     | Par équipes Grand tremplin |
| Épreuve / Édition   | Petit tremplin | Grand tremplin | Par équipes Grand tremplin |
| JO 2014 Sotchi      | 16e            | 14e            | -                          |
| JO 2018 Pyeongchang | 8e             | 18e            | 6e                         |
| JO 2022 Pékin       | 6e             | 16e            | 8e                         |

### Championnats du monde
| Épreuve / Édition           | Individuel     | Individuel     | Par équipes           | Par équipes           |
| Épreuve / Édition           | Petit tremplin | Grand tremplin | Grand tremplin Sprint | Petit tremplin Relais |
| Mondiaux 2013 Val di Fiemme | 27e            | 22e            | 11e                   | 8e                    |
| Mondiaux 2015 Falun         | 16e            | 23e            | 4e                    | 9e                    |
| Mondiaux 2017 Lahti         | 12e            | 17e            | 7e                    | 5e                    |
| Mondiaux 2019 Seefeld       | 5e             | 11e            | 7e                    | 5e                    |
| Mondiaux 2021 Oberstdorf    | Argent         | 6e             | 5e                    | 5e                    |

### Coupe du monde
- Meilleur classement général : 7e en 2017 et 2021.
- Trophée du meilleur skieur en 2020, 2021 et 2022.
- 15 podiums individuels : 1 victoire, 7 deuxièmes places et 7 troisièmes places.
- 4 podiums par équipes, dont 1 victoire.

#### Classements en Coupe du monde
| Année     | Classement général final |
| 2012-2013 | 40e                      |
| 2013-2014 | 22e                      |
| 2014-2015 | 17e                      |
| 2015-2016 | 10e                      |
| 2016-2017 | 7e                       |
| 2017-2018 | 10e                      |
| 2018-2019 | 11e                      |
| 2019-2020 | 8e                       |
| 2020-2021 | 7e                       |
| 2021-2022 | 9e                       |
| 2022-2023 | 9e                       |

#### Détail des victoires
| Édition / Épreuve | Gundersen | Mass Start | Compact | Total |
| 2024-2025         |           |            | Oslo    | 1     |
| Total             |           |            | 1       | 1     |

### Championnats du monde junior
| Épreuve / Édition           | Gundersen | Gundersen | Relais 4 × 5 km |
| Épreuve / Édition           | 5 km      | 10 km     | Relais 4 × 5 km |
| Mondiaux 2012 (de) Erzurum  | Argent    | 19e       | 6e              |
| Mondiaux 2013 Liberec       | 4e        | 4e        | 5e              |
| Mondiaux 2014 Val di Fiemme | —         | Argent    | —               |

### Jeux olympiques de la jeunesse d'hiver
| Épreuve / Édition | Épreuve / Édition | Innsbruck 2012 |
| Combiné nordique  | Individuel        | Argent         |
| Saut à ski        | Par équipes       | 4e             |

### Grand Prix
- Vainqueur en 2021 et 2022. 2e du classement général en 2018.
- 11 podiums, dont 4 victoires.

### Coupe continentale
- 2 victoires individuelles.